# Таловский сельсовет (Красноярский край)
Тало́вский сельсове́т — муниципальное образование (сельское поселение) в Большемуртинском районе Красноярского края. Административный центр поселения — село Тало́вка.

## География
Таловский сельсовет находится севернее районного центра. Удалённость административного центра сельсовета — села Таловка от районного центра — пгт Большая Мурта составляет 34 км.

## История
Таловский сельсовет наделён статусом сельского поселения в 2004 году.

## Население
| 2010 | 2012  | 2013 | 2014 | 2015 | 2016 | 2017 |
| ---- | ----- | ---- | ---- | ---- | ---- | ---- |
| 1055 | ↘1024 | ↘992 | ↘971 | ↗973 | ↗974 | ↘957 |

## Состав сельского поселения
В состав сельского поселения входят 3 населённых пункта:
| № | Населённый пункт | Тип населённого пункта       | Население |
| - | ---------------- | ---------------------------- | --------- |
| 1 | Малороссийка     | деревня                      | 64        |
| 2 | Муратово         | деревня                      | 169       |
| 3 | Таловка          | село, административный центр | 822       |

## Совет депутатов
Таловский сельский Совет депутатов — представительный орган местного самоуправления, обладающий правами представлять интересы населения и принимать от его имени решения, действующие на территории сельсовета.
Совет депутатов состоит из 10 депутатов, избираемых на основе всеобщего равного и прямого избирательного права по избирательной системе по единому многомандатному избирательному округу при тайном голосовании в соответствии с федеральными и краевыми законами сроком на 5 лет.
Председатель — глава сельсовета Чимов Евгений Юрьевич